# Castel di Ieri
Castel di Ieri è un comune italiano di 276 abitanti della provincia dell'Aquila, in Abruzzo. Fa parte della Comunità Montana Sirentina.

## Geografia fisica

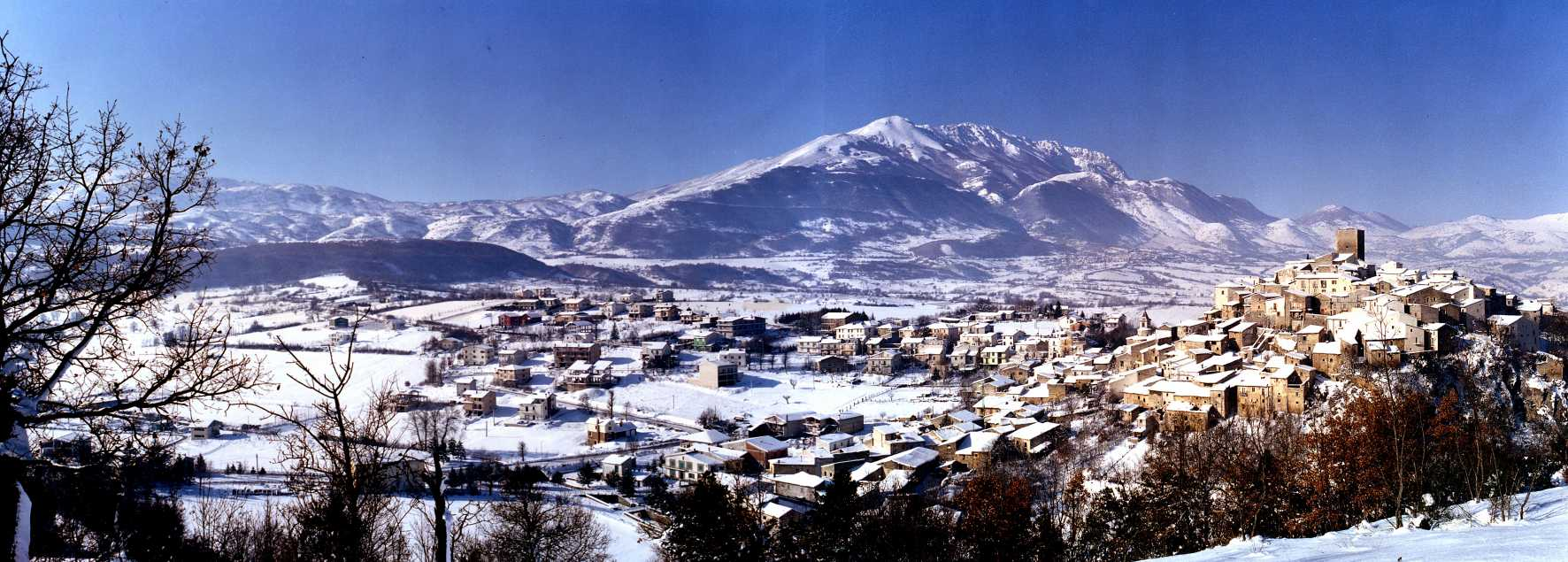
Panorama (sullo sfondo il Monte Sirente).

Si trova nella valle Subequana a 519 metri sul livello del mare, sull'antica via Tiburtina Valeria. Il paese è costruito su un cocuzzolo e la sua maestosa Torre quadrangolare, a base piramidale (spessore dei muri di circa tre metri) e alta circa venti metri, domina il borgo antico consentendo una visione panoramica a 360°.
La principale via Roma parte dalla chiesa Santa Maria Assunta in Cielo e si snoda, "a spirale", fino alla chiesa di Santa Croce, proprio sotto la torre, mentre le altre vie sono organizzate "a raggiera" dentro l'abitato antico protetto dalle mura. Le abitazioni "fuori le mura", edificate dalla fine dell'Ottocento, sono basse e a villetta, site lungo la via Nazionale, via della Fonte, via San Pio e via Sanguineto.
L'area agricola è prevalentemente collinare, con al centro la pianura della "Wcenna" (verso Goriano Sicoli), nome derivato da Vecellanus. L'area agricola è circondata dal monte Ventola-Urano col passo "Le Cese Piane" (a est) e, a ovest, dal monte della Selva col passo di Forca Caruso e dal monte Ventrino con il colle di Narola/Le castagne. Sullo sfondo, a nord-ovest, si staglia la catena del Monte Sirente con i suoi 2 349 metri di altezza.

### Clima
Il clima del paese è da considerare "temperato fresco" per effetto del venticello che soffia da est - denominato Vento Curino - lungo l'isobara mediterranea che passa dal monte Ventola - Passo Le Cese Piane/Monte Urano in direzione nord. Nella valle l'aria è asciutta e gradevole mentre, scendendo nella valle Peligna (Sulmona/Raiano), l'aria diventa umida e pesante. Sotto il profilo paesaggistico, tutta la Valle Subequana può essere considerata un'isola felice per avere "vacanze di relax" e approfondire la cultura archeologica con il Tempio Italico ed altri siti.

## Storia

### Le origini

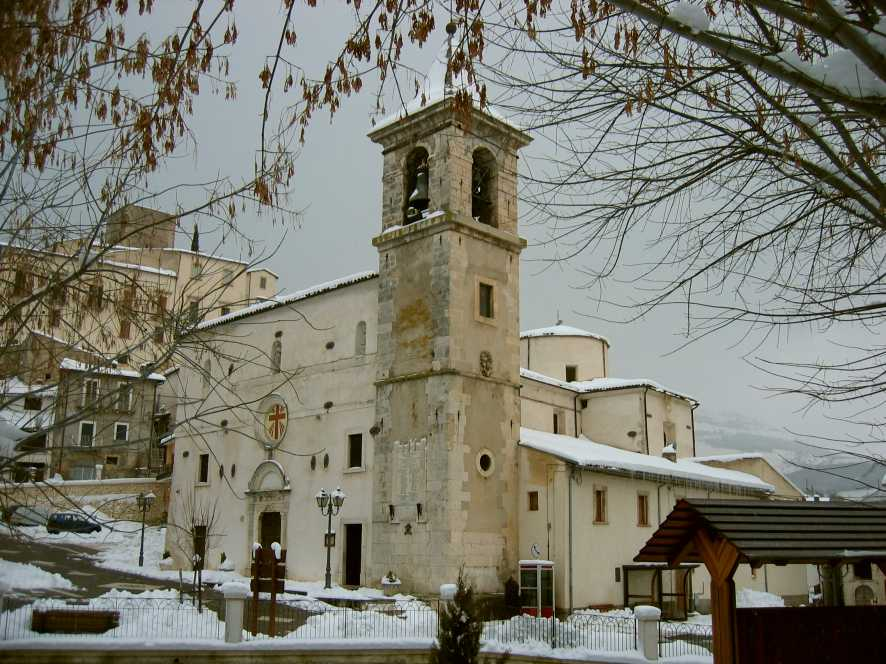
Chiesa di Santa Maria Assunta

La storia dell'VIII/VII secolo a.C. di Castel di Ieri può essere ipotizzata "argomentando" sulla scoperta della necropoli de Le Castagne  La necropoli, collocata sullo stesso itinerario per andare a Roma, è riferibile all'"oppidum" militare dei Cedici: Marcus Caedicius, tribuno romano di estrazione plebea, nel 389 a.C., in concomitanza della guerra dei romani contro gli Equi, fu inviato a costituire un presidio militare oltre il passo di Forca Caruso, con funzioni di protettorato/controllo. I soldati, nella sottostante "zona di Cedicana" per tutte le necessità dell'oppidum potevano facilmente reperire acqua e cibo - coltivando la valletta. Marcus Caedicius fu un fido tribuno di Marcus Furius Camillus, il secondo fondatore di Roma. Il "Pagus Vecellanus" dei Peligni, può essere collocato, come testimoniano i numerosi ritrovamenti nel territorio, nei pressi del santuario tempio italico di Castel di Ieri, con un primo edificio templare del IV secolo a.C. lungo la via Claudia Nova, per Goriano Sicoli, a sinistra dopo la Madonna del Soccorso. Il tempio è "prospetticamente" orientato a ovest verso Roma, dato confermato dal contenuto al centro del" mosaico/labirinto" nel pavimento.
Nel 308/303 a.C. i Marsi, gli Equi, i Peligni e i Superequani, per effetto della legge Licinia Sextia, avevano ottenuto lo "status" di cives sine suffragio; i relativi territori furono inglobati nella IV Regione di Roma.. Nel 236 a.C. Gaius Licinius Varus, della gens Peligna, fu eletto console e Publius Cornelius Lentulus Caudinus decemviro. La pace stabile con Equi, Marsi, Peligni e Superequani, già parte attiva della IV Regione Romana e cives sine suffragio, ebbe una risonanza eccezionale e, per la prima volta, furono chiuse le porte del tempio di Giano ad indicare che Roma non era in guerra, sia per la fine della prima guerra punica (nel 241 a.C.) che per la pace con i Corsi (nella primavera del 236 a.C.). Lucius Petiedius Varus, cives cum suffragio del pagus Vecellanus, prossimo alla città di Superaequum, fece costruire un tempio, sulle fondamenta di un più antico santuario i cui resti sono stati portati alla luce nella primavera del 2010. Il pavimento della cella centrale è "a mosaico" bianco e mostra, nel centro, un quadrato a mosaico bianco/nero, disegnando un "labirinto". Nell'angolo alto del quadrato, a sinistra, è disegnata "una croce"; all'angolo alto a destra, il simbolo dell'infinito (due triangoli equilateri orizzontali); all'angolo destro in basso, la rosa dei venti; all'angolo sinistro in basso, "croce ariana rostrata" con i rostri in senso antiorario. La famiglia dei Varii era del "Pagus Vecellanus", testimonianza archeologica del Tempio Italico.
<Quinctus Varus Geminus >- del Pagus Vecellanus - fu il primo tra dei Peligni ad essere nominato senatore romano: Is, primus omni Paeligni factus est senator et in eos honoris gessit Superaequani publice patroni.
-La storia di Castel di Ieri può assumere una rilevanza "Casuale" durante la guerra sociale del 90/89/88 a.C. tra i Romani e i popoli della Lega Italica con capitale Corfinium terminata, con la sconfitta di Quinto Poppedio (Pompedio) Silone - comandante dei Marsi - da parte del Luogotenente di Strabone, Publio Rutilio Lupo, nella battaglia di Venosa, dell'88 a.C. Catilina giovane ventenne della famiglia Sergia dei Peligni partecipò alla cruenta battaglia finale che fu combattuta alle pendici del Monte Ventrino, dopo il passo di Forca Caruso - colle Narola - Sanguineto - giù per la valle - verso Est - fino a "Superaequum", quindi in direzione del Monte Ventola. Dalla finestrella di avvistamento, a ovest della maestosa torre, fu rilevato l'attacco dei Romani sul colle di Sanguineto con la disfatta dell'esercito Italico che si difese strenuamente. Il massacro fu evitato con la ritirata attraverso il passo "le Cese Piane", verso Corfinium. Gneo Pompeo Strabone, riferendosi agli eventi- ebbe a scrivere, ammirato: "At te Corfinium, circumdata validis muris"
La guerra sociale combattuta da Mario e Silla, subito dopo, vide Catilina a capo della congiura che lo condusse a morte prematura.
Cesare Augusto, nel 49 a.C. - rese carrabile il " Passo di Forca Caruso" - e ricongiunse la strada consolare Tiburtina Valeria con la viabilità dei Peligni/Superequani-attraverso l'"unico valico" che univa il versante Tirrenico con quello Adriatico. Qui fece costruire un arco della pace - in onor e gloria di Livia Druso - i resti dell'arco purtroppo erano andati "persi" già ai tempi di Febonio.
Anno 33 a.C. - viene citato il "Castrum Deberi" da Marco Acilio Glabrione - "CONSOLE SUFFETTO" il quale avrebbe sostato in detto centro fortificato -"prossimo a SUPERAEQUUM"-
- Anno 64 d.C. - Una moneta - un sesterzio - rinvenuto nel 1957 - al Km. 156 della Tiburtina Valeria in Castel di Ieri - riporta sul dritto l'immagine dell'imperatore Nerone con aspetto fiero, il capo laureato e la scritta: "IMP. NERO CAESAR. AUG. GERM." - sul rovescio riporta il TEMPIO DI GIANO " a porte chiuse" e la scritta: "PACE P.R. UBIQ.(UE) PARTA IANUM CLUSIT " Senatus Consulto. Questa moneta fu emessa nel 64 d.C. a seguito della riforma monetaria - realizzata subito dopo l'incendio di Roma avvenuto nella notte tra il 18 ed il 19 luglio. Nerone, per la prima volta e, primo dei Romani, si fregiò del titolo di "Imperatore" - anche e per la "RICORRENZA" del 300º anniversario della "1^ CHIUSURA DELLE PORTE DEL TEMPIO DI GIANO" - avvenuta nel 236/(235)? A.C. - in segno di PACE UNIVERSALE ECUMENICA in tutto l'impero Romano, -per la pace raggiunta con il RE dei PARTI - TIRIDATE 1°- dal generale Corbulone - emulando così il grande "ALESSANDRO MAGNO"- I FESTEGGIAMENTI DEL 64/65 - ripetuti però nella primavera del 66 - con l'incoronazione solenne di TIRIDATE - 1 - RE DEI PARTI
- AUTUNNO DEL 2014 - 1950 anni dagli avvenimenti drammatici dell'incendio, fatto pagare ai Cristiani -, e della riforma monetaria dell'IMPERATOR NERO CAESAR AUGUSTUS GERMANICUS - che consentì  di RIEQUILIBRARE LE CASSE DELLO STATO, la COSTRUZIONE DELLA "DOMUS AUREA" E LA RICOSTRUZIONE DELLE ABITAZIONI DISTRUTTE DURANTE L'INCENDIO DI ROMA rispettando un APPOSITO " piano regolatore " (TESTIMONIATO DALLA MONETA DI NERONE di Castel di Ieri).
La storia della "IV Regione Romana" si fonde con quella di Roma per alcuni secoli - esprimendo, dalla famiglia FLAVIA, il primo imperatore Flavio E LE FAMIGLIE SERGIA, DECRIA. E VARUS. Le persecuzioni dei cristiani da parte di NERONE prima e DIOCLEZIANO dopo, avevano favorito-ALLA FINE DEL SECONDO SECOLO - nella regione di Corfinium - oltre al culto pagano (con 320 tempietti votivi tra cui quello dedicato a IOVI QUIRINUS in località "Cese Piane" di Castel di Ieri) quello CRISTIANO e quello CRISTIANO ARIANO. A Sulmona, i credenti, erano in prevalenza cristiani - fino alla 312 d.C. La conversione dell'Imperatore COSTANTINO ed il successivo "EDITTO DI MILANO del 20 gennaio 313 d.C." - D'accordo con LICINIO - sancì il riconoscimento della libertà di fede per tutte le popolazioni dell'impero con una più efficace tutela/garanzia per "i beni dei Cristiani" - già confiscati dallo stato e restituiti- L'imperatore Licinio fu in disaccordo, dopo, con l'Imperatore Costantino "proprio per questo motivo. Alla fine dello stesso secolo, nell'ampia diocesi di Sulmona ci fu "LA NOMINA DI UN VESCOVO" anche NELLA DIOCESI DI "CORFINIUM" ovvero di "VALVA (Pentima).
Il tempio di Castel di Ieri, con il mosaico centrale, ne è la concreta testimonianza data dalla contemporanea presenza dei simboli: " CROCE (croce greca - formata da 4 bracci uguali), CROCE ROSTRATA (ARIANA - con i rostri in senso antiorario); ROSA DEI VENTI E IL SIMBOLO DELL'INFINITO.La scritta, alla prima riga del mosaico indica i nomi delle famiglie: = CAEDIUS C. F.  SER.  DECR.  LUCIUS PETIEDIUS VARUS = e testimonia la costruzione/e o la ristrutturazione dello stesso.(la seconda riga del mosaico purtroppo e di difficile interpretazione per la perdita di diversi elementi)(Franco Valente di Venafro). <Vedi anche "il tempio Italico di Castel di Ieri>.
La storiografia dei Peligni/Superequani, nel 362 d.C., - sotto l'Imperatore "Giuliano l'Apostata- " segnala il martirio del Vescovo SAN PELINO " - nato nella zona - CORFINIUM - stante al nome comune della dea Pelina e diversi illustri cittadini:CAJUS VETTIUS PAELIGNUS ITALICENSI -distintosi nella guerra sociale (88 A.C.); CAJUS ATTIUS PAELIGNUS E FABIUS PAELIGNUS - "menzionati da Cesare" oppure(forse) a Durazzo, secondo la storiografia. Pelino era stato ordinato Vescovo prima di aver compiuto 40 anni ed è citato come "Vescovo di Brindisi".(Mons. Celidonio vescovo di Sulmona così scrive nella storia del Cristianesimo della diocesi Valvense, AI PRIMI DEL 1900.)
È stato ipotizzato, per l'assonanza dei toponimi, che Castel di Ieri fosse il castrum Deberium(Marco Acilio Glabrione), un luogo fortificato in prossimità di Superaequum, in cui fece sosta Marco Acilio Glabrione durante un viaggio sotto il principato di Augusto. La prima menzione del nome (castellum Ildegerii) risale al 1112. L'origine del luogo fortificato è probabilmente riconducibile alla famiglia di Lupo di Ildegerii, proprietario di ampi terreni nella Valle Subequana negli anni tra il 970 e il 1035.
Nel 1150 la terra di Castello Ildegerii viene occupata dai Normanni e il castello con le sue chiese è ancora citato nel 1183 e nel 1223. Nel 1439 Simonetto dell'Aquila (Giovanni Simonetto di "Castel di Pierio") fu al servizio di papa Eugenio IV con 600 cavalli e affiancò Ferdinando d'Aragona contro Giovanni d'Angiò.

### Dal Quattrocento all'Ottocento
Nel 1450 il paese viene menzionato come "Castel Deberi" su documenti notarili; Nel 1463, il territorio diviene feudo dei Piccolomini nella contea di Celano, e nel 1495 fu attaccato da truppe aquilane, fedeli al re di Francia Carlo VIII.
Nel 1505, in seguito alla scomparsa di Antonio Piccolomini, il territorio divenne feudo della duchessa D'Amalfi. Passò quindi a Celano (1527), al ducato di Zagarolo (1629), a Pompeo Colonna, principe di Gallicano (1633), e al capitano Domenico Antonio De Sanctis (1656). Nel 1661, Castel di Ieri divenne “a tenimento regio”.
Nell'anno 1555 fu costruita la chiesa Santa Maria Assunta in Cielo, nella parte bassa del paese.
Nell'anno 1753 a Castel di Ieri si contavano 121 fuochi, corrispondenti a circa 500 abitanti, e nel 1810 se ne contavano 151. Nell'anno 1854 Castel di Ieri diventò comune autonomo distaccandosi dal comune di Goriano Sicoli.
Il 18 luglio 1888, durante un'alluvione sul Monte Urano- Ventola/Niane/Cese Piane, vennero alla luce due capitelli, conservati nel museo archeologico nazionale di Napoli, risalenti all'VIII/VII secolo a.C.

### Il Novecento
il 13 gennaio del 1915 il terremoto della Marsica che devastò Avezzano interessò anche Castel di Ieri con danni rilevanti. La chiesa di Santa Croce fu distrutta come diverse civili abitazioni, e furono danneggiate le chiese di Santa Maria Assunta in cielo e di San Rocco (non più ricostruita) nonché diverse abitazioni civili lungo la via della Fonte.
Il 7 marzo 1944, durante la Seconda guerra mondiale, il paese era occupato dall'esercito tedesco e da collaborazionisti della Repubblica Sociale Italiana, impegnati in atti di rastrellamento e requisizioni. Durante il tentativo di sequestrare una pecora da destinare a macello vi furono tumulti in cui persero la vita due italiani delle milizie fasciste; in seguito all'episodio furono giustiziati dalla Guardia Nazionale Repubblicana due paesani.
Il 21 marzo dello stesso anno vi fu in paese un'incursione aerea degli alleati, che attaccarono una colonna di automezzi tedeschi. Le bombe arrecarono danni ad abitazioni private, tra cui laboratori artigianali, nonché sull'edificio scolastico; venne inoltre distrutto il terzo ponte della strada per Forca Caruso.
Alla fine di agosto del 1948 a causa di forti eventi atmosferici venne alla luce un capitello risalente all'VIII/VII secolo a.C. con scritta proto/sabelica, conservato nel museo archeologico nazionale d'Abruzzo a Chieti.
Nel febbraio del 1987, in località Piè di Franci, durante i lavori di scavo per realizzare un insediamento artigianale vennero alla luce reperti archeologici afferenti al tempio italico di Castel di Ieri. Nel 2010, nell'area del tempio, sono state scoperte cinque tombe, dal diametro di tre metri di cui una, più ampia, in un terreno lacustre/melmoso alternato a strati ghiaiosi.
Il 6 aprile 2009 è stato colpito dal terremoto dell'Aquila, facendo registrare danni nel centro storico e in alcuni edifici pubblici.

## Monumenti e luoghi d'interesse

### Architetture religiose

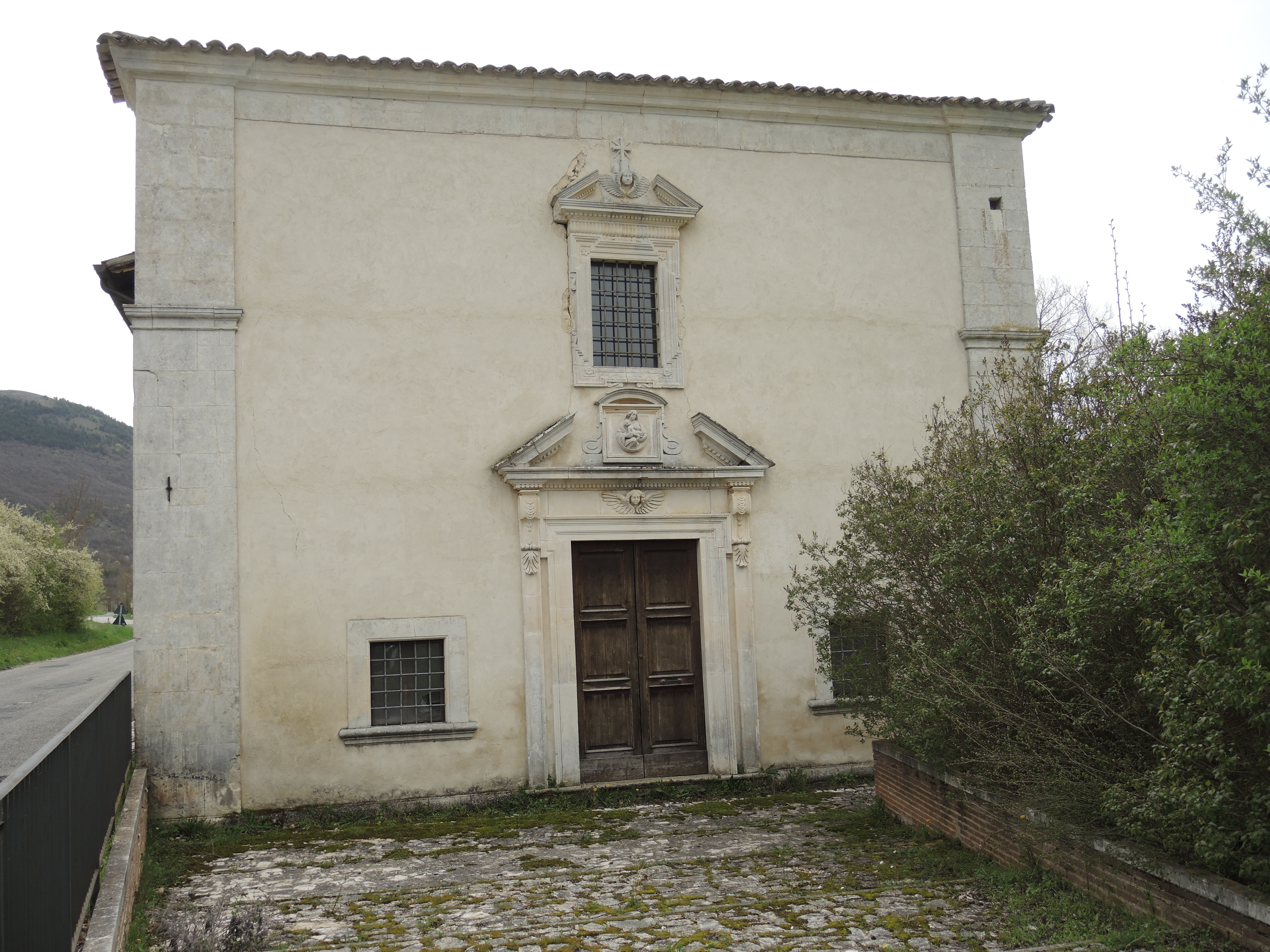
Chiesa della Madonna del Soccorso

- La chiesa di Santa Croce: situata sotto la torre maggiore del borgo, andò distrutta dal terremoto di Avezzano che fece oltre 30.000 vittime e non è stata mai ricostruita. La chiesa di Santa Croce fu certamente costruita più di qualche secolo prima dell'anno Mille.

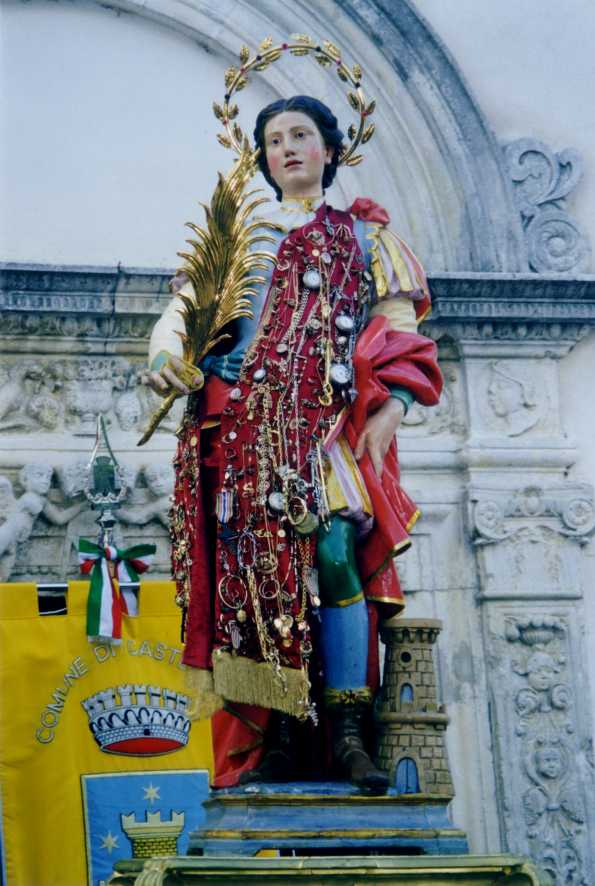
Statua di San Donato posta davanti al portale della parrocchia di Santa Maria Assunta, durante la festa patronale

- Chiesa di Santa Maria Assunta assunta in Cielo
- Chiesa di San Rocco, diroccata
- Chiesa rurale della Madonna del Soccorso
- Santuario di Pietrabona, risalente al XIII secolo

### Architetture civili

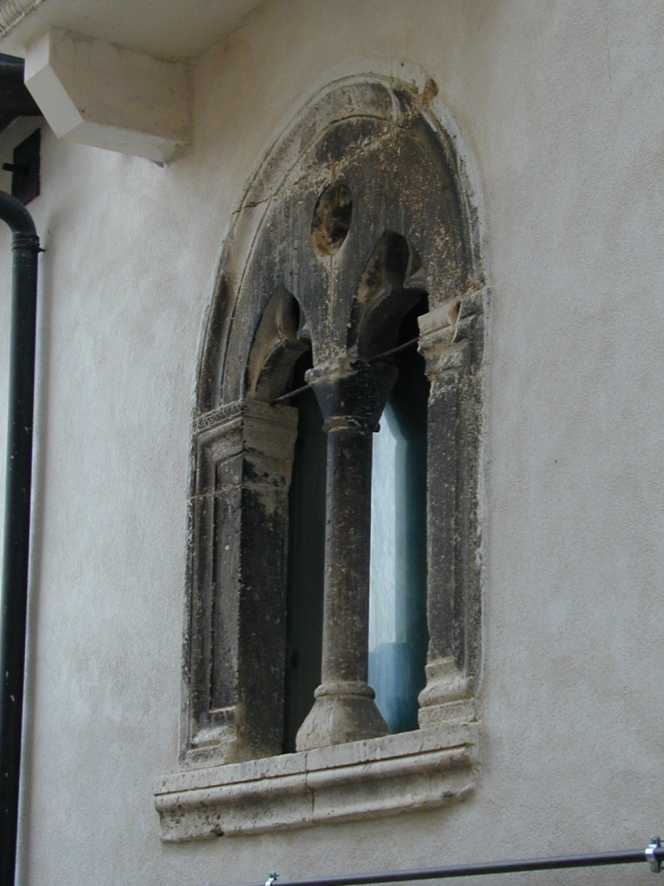
Bifora in via Simonetto

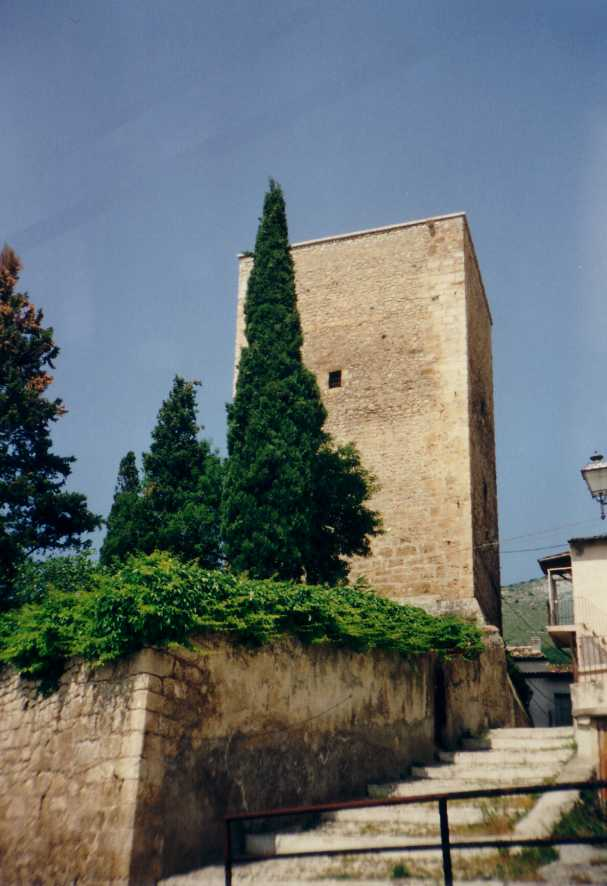
Torre medievale

- Casa medievale del XV secolo con bifora e vani di porte e botteghe tipiche dell'architettura quattrocentesca aquilana; altra casa con bifora medioevale in via Simonetto; casa con affreschi raffiguranti elementi architettonici dipinti.
- Torre medievale del XV secolo
- Porta della cinta muraria: della fine del XV secolo con arco a sesto acuto.
- La fonte. L'approvvigionamento dell'acqua potabile è sempre stato una "priorità" per il paese. La fonte si trova a sudest, vicino alla via del Casale, nel punto più basso della valle, sulla sponda del Rio: con tre canne di uscita, alimenta in successione tre fontanili, usati per abbeverare gli animali e per lavare i panni. Alla fonte è legata una bella scritta d'amore: "Ogni volta che in te bevo mi disseto o fonte mia; ogni volta che ti bacio d'amor mi infiammo bimba mia". Un tempo le donne/ragazze dovevano portare l'acqua fino alla torre, con la conca in testa: in estate facevano la fila per prendere l'acqua, per cantare e "spettegolare", in inverno risalivano faticosamente il colle avvolte negli scialli per ripararsi dalle gelide folate di vento.

### Siti archeologici

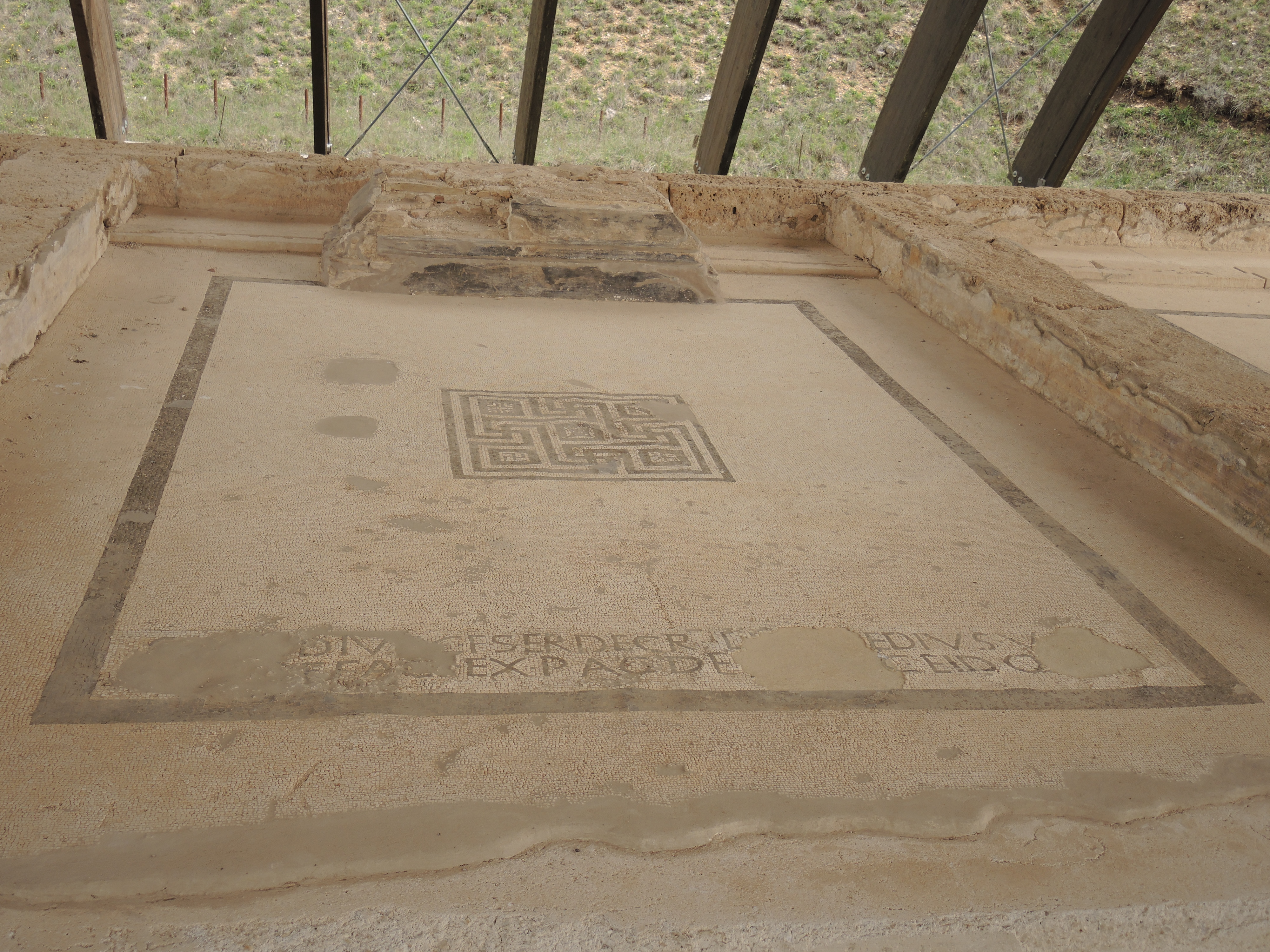
Mosaico del tempio italico

- incisioni rupestri in contrada "Costa Rescura"
- centro fortificato (contrade "Rave Fracide", "Ara della Serra", "Rava del Barile", "Rava del Piede Mozzo")
- Tempio italico di Castel di Ieri in località "Piè di Franci".
- Pavimento a mosaico in contrada San Rocco.

## Società

### Evoluzione demografica
Abitanti censiti

### Tradizioni e folclore
Festa della Madonna di Pietrabona con pellegrinaggio alla chiesa campestre e la cosiddetta “offerta”, momento in cui le madri elevano verso la statua i propri figli. Sull'altare campeggia l'affresco della Madonna con tunica rosa antico e mantello blu ed il Bambino Gesù. La processione parte dalla chiesa parrocchiale del paese e tocca la chiesa di Santa Maria Assunta in cielo, la chiesa della Madonna del Soccorso e il santuario di Pietrabona.

## Cultura

### Eventi
Castel di Ieri Rock Nights, manifestazione di musica rock nata nel 2002 che si svolge solitamente nella seconda metà di agosto.

### Musei
- Centro visita archeologia, collegato al Parco naturale regionale Sirente-Velino, per la visita del santuario italico.
- MAAG, Museo Abruzzese Arti Grafiche, che custodisce oltre 200 opere tra disegni, acqueforti, litografie e serigrafie.

## Infrastrutture e trasporti
Il centro abitato si è sviluppato nei secoli lungo la via Tiburtina Valeria, che ancora oggi rappresenta la via di comunicazione principale del paese.

## Amministrazione
| Periodo        | Periodo        | Primo cittadino         | Partito      | Carica  | Note |
| -------------- | -------------- | ----------------------- | ------------ | ------- | ---- |
| 23 aprile 1995 | 13 giugno 2004 | Santilli Donato         | Lista civica | Sindaco |      |
| 14 giugno 2004 | 30 marzo 2010  | Carlone Cinzia Domenica | Lista civica | Sindaco |      |
| 31 marzo 2010  | in carica      | Fabrizio Fernando       | Lista civica | Sindaco |      |